# Kaffrine (departamento)
Kaffrine é um departamento da região de Kaffrine, no Senegal. Antes de 2008, pertencia á Região de Kaolack.